# Kanton Blois-1
Blois-1 is een kanton van het Franse departement Loir-et-Cher. Het kanton maakt deel uit van het arrondissement Blois.

## Gemeenten
Het kanton Blois-1 omvatte tot 2014 de volgende gemeenten:
- Blois (deels, hoofdplaats)
- La Chaussée-Saint-Victor
- Saint-Denis-sur-Loire
- Villebarou
- Villerbon

Door de herindeling van de kantons bij decreet van 21 februari 2014,  met uitwerking op 22 maart 2015, werd het kanton beperkt tot een westelijk deel van de gemeente Blois.